# Pałac w Grabiszycach Średnich
Pałac w Grabiszycach Średnich – zabytkowy pałac w Grabiszycach Średnich – wsi w Polsce, w województwie dolnośląskim, w powiecie lubańskim, w gminie Leśna.

## Historia
Pałac wybudowany w 1806. Od frontu wysoka wieża z głównym wejściem, nad którym umieszczono kartusz z herbami von Spalding i von Poncet. W elewacji parkowej medalion z kartuszem z herbami Heinricha von Brauchitsch (1831-1916) i jego żony Elisabeth von Roon (1842–1908), córki hrabiego Albrechta von Roon (1803-1879). Pod herbami szarfa z nazwiskami v. Brauchitsch v. Roon i datą 1905. W 1911 właścicielem majątku był Franz von Poncet (1871-1914), żonaty z Giselą Mathildą von Spalding (1874-1905). 
Obiekt jest częścią zespołu pałacowego, w skład którego wchodzi jeszcze park.

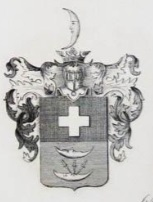
Herb von Spalding
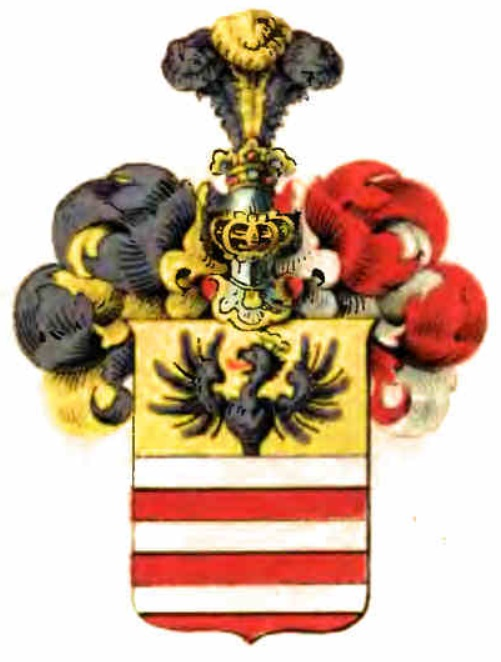
Herb von Poncet
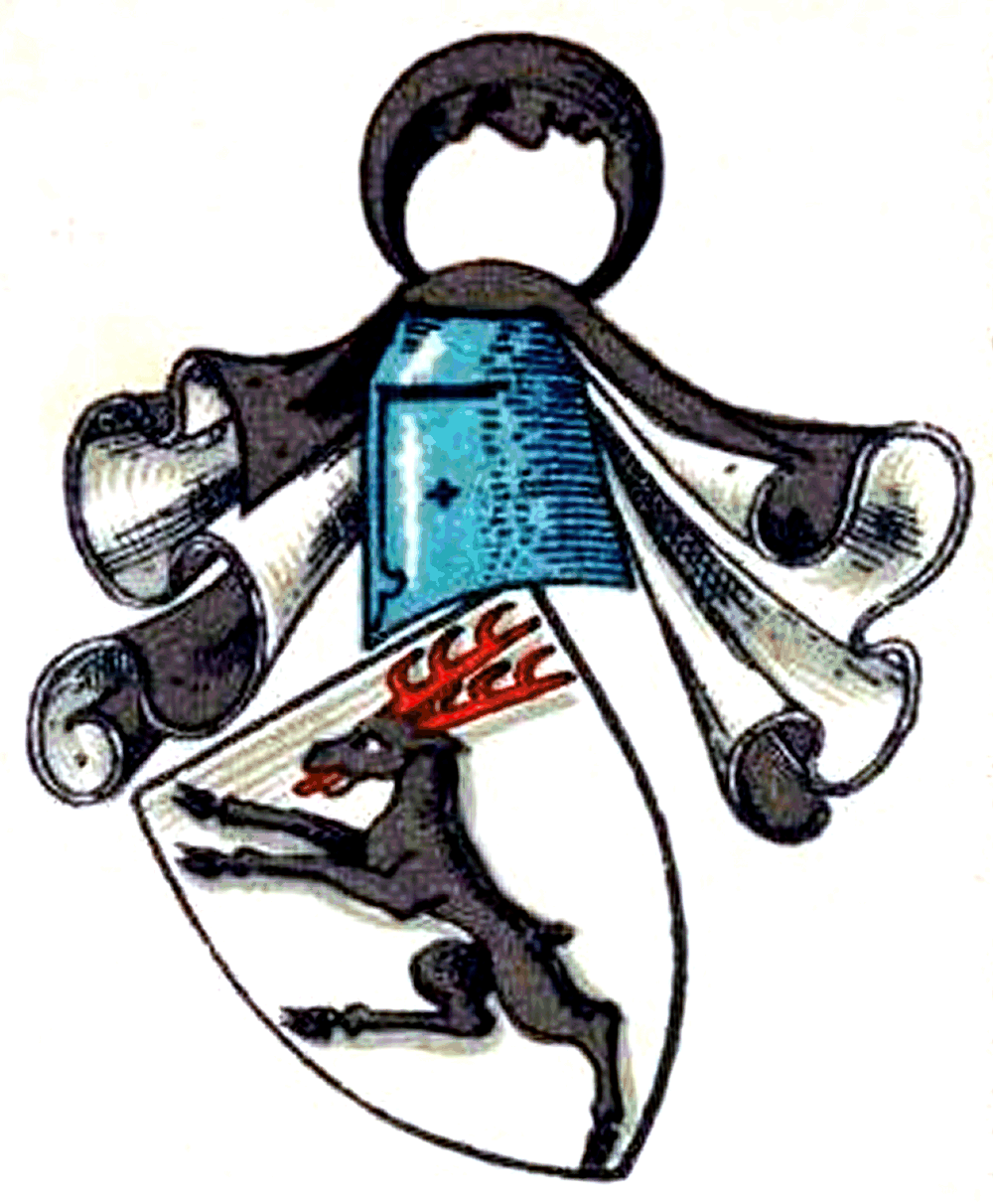
Herb von Brauchitsch
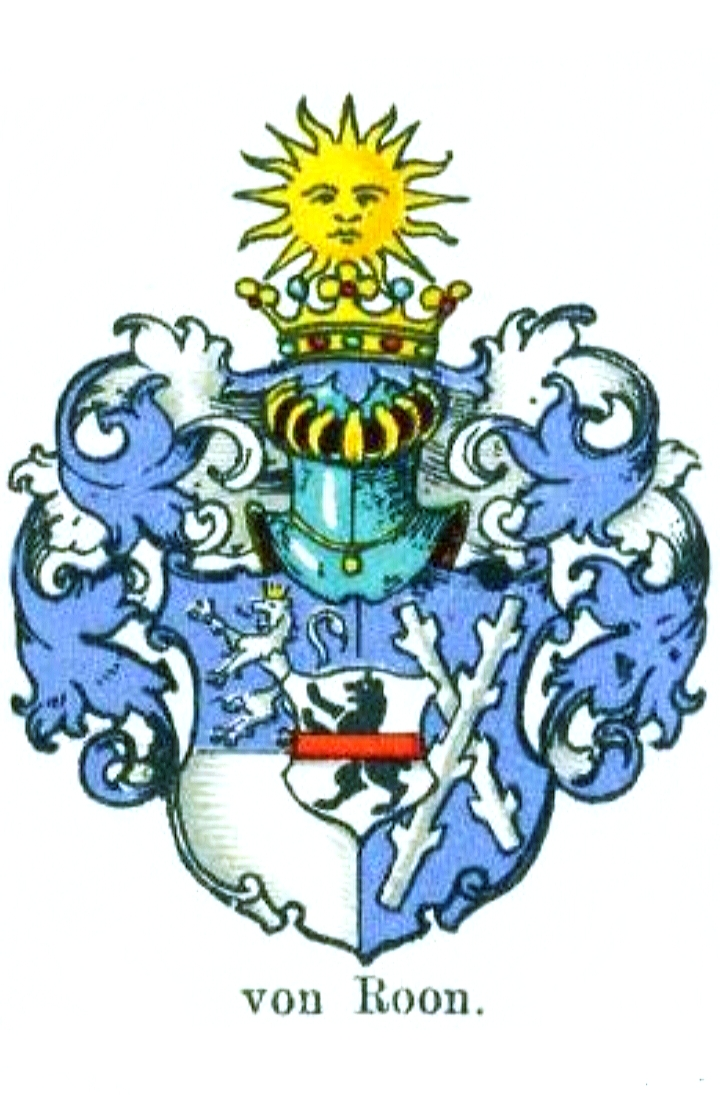
Herb Roon (pole serca)